# Luže (Czechy)
Luže — miasto w Czechach, w kraju pardubicki, w powiecie Chrudim.